# V Стрелы
V Стрелы (лат. V Sagittae) — катаклизмическая переменная двойная звезда в созвездии Стрелы.
Вероятно, звезда скоро вспыхнет как новая и станет одной из самых ярких звёзд в Млечном Пути и на небе Земли. Двойная система состоит из звезды главной последовательности массой 3 массы Солнца и белого карлика с массой 0,9 масс Солнца. Тот факт, что белый карлик меньше, чем звезда-компаньон, весьма необычен. V Стрелы является единственным источником сверхмягкого рентгеновского излучения среди обнаруженных немагнитных катаклизмических переменных звёзд.
V Стрелы увеличила блеск примерно в 10 раз за прошлое столетие и, на основе исследования в 2020 году, продолжит увеличивать блеск и вскоре станет одной из наиболее ярких звёзд на небе, к 2080-м годам. За последние несколько месяцев компоненты двойной системы сольются и произойдёт вспышка новой звезды.
Компоненты двойной звезды обращаются друг вокруг друга с периодом 0,514 дня и затмевают одна другую, с 1909 года по 2017 год наблюдалось 162 затмения. Звезда главной последовательности заполнила свою полость Роша, вследствие чего происходит аккреция её вещества на углеродно-кислородный белый карлик с растущим по экспоненте темпом, что создаёт мощный звёздный ветер, время удвоения составляет 89 лет. Оценка абсолютной звёздной величины составляет −2,2, для катаклизмический переменных это очень высокая светимость. Система находится на завершающей стадии сближения компонентов по спирали, период меняется с темпом −4.73 * 10−10 дня/цикл. По мере сближения темп передачи массы увеличится, вещество может образовать общую оболочку.